# 斯捷帕什基
48°43′58″N 29°8′12″E / 48.73278°N 29.13667°E
斯捷帕什基（烏克蘭語：Степашки），是烏克蘭的村落，位於該國西南部文尼察州，由海辛區負責管轄，始建於1739年，面積2.71平方公里，海拔高度189米，2001年人口809，人口密度每平方公里298.63人。